# I Love Bees
I Love Bees (também conhecido como ilovebees ou ILB) foi um jogo de realidade alternativa (ARG) que serviu tanto de uma experiência no mundo real como de uma campanha de marketing viral para o lançamento do jogo eletrônico de 2004 da desenvolvedora Bungie, Halo 2. O jogo foi criado e desenvolvido pela 42 Entertainment. Muitos do mesmo pessoal já haviam criado um ARG para o filme AI intitulado The Beast. I Love Bees foi encomendado pela Microsoft, publicadora de Halo 2 e a empresa-mãe da Bungie na época.
I Love Bees foi anunciado pela primeira vez por uma mensagem oculta em um trailer de Halo 2; os jogadores que investigaram o site titular descobriram que as páginas pareciam ter sido invadidas por uma inteligência misteriosa. Enquanto os jogadores resolviam quebra-cabeças, registros de áudio foram publicados no site ilovebees.com, que gradualmente revelou mais da história fictícia, envolvendo uma inteligência artificial abandonada na Terra e suas tentativas de se recompor.
250.000 pessoas visualizaram o site ilovebees quando foi lançado em julho de 2004 e mais de 500 mil retornaram ao site toda vez que as páginas eram atualizadas. Mais de três milhões de visitantes acessaram o site ao longo de três meses e milhares de pessoas em todo o mundo participaram do jogo. I Love Bees ganhou inúmeros prêmios por sua inovação e ajudou a gerar inúmeros outros jogos de realidade alternativa para videogames.

## Visão geral
Jogos de realidade alternativa ou ARGs são projetados para envolver os fãs de videogames ou outras mídias em uma forma de marketing viral que a CNET descreveu como abrangendo "caça ao tesouro na vida real, narrativa interativa, videogames e [comunidades] on-line". I Love Bees começou quando jarras de mel foram recebidas pelo correio por pessoas que já haviam participado de jogos alternativos de realidade. Os frascos continham cartas que levavam ao site I Love Bees e uma contagem regressiva. Na mesma época, os trailers teatrais de Halo 2 terminavam com o logotipo do Xbox e um URL, Xbox.com, que rapidamente exibia um linque para ilovebees.com, ostensivamente um site hackeado relacionado à apicultura.
Ambos os eventos, não conectados ao público por várias semanas, fizeram com que os curiosos visitassem o site ilovebees.com. O site, que parecia dedicado à venda e apicultura de mel, estava coberto de caracteres aleatórios confusos e fragmentos de frases. Dana, a ostensiva webmaster do site ilovebees, criou um blog informando que algo havia saído errado com o site dela, e o próprio site havia sido invadido. Suspeitando que isso fosse um mistério que pudesse ser desvendado, os fãs de Halo e ARG espalharam o link e começaram a trabalhar para descobrir o que estava acontecendo.
A jogabilidade de I Love Bees incumbia jogadores de todo o mundo a trabalharem juntos para resolver problemas, com pouca ou nenhuma direção ou orientação. Por exemplo, o jogo apresentou aos jogadores 210 pares de coordenadas do sistema de posicionamento global e códigos de tempo, sem indicação do que os locais se referiam. Os jogadores finalmente descobriram as coordenadas referidas aos telefones públicos e os horários em que os telefones tocariam; um jogador na Flórida ficou ao telefone enquanto o furacão Frances estava a alguns minutos de distância, a fim de recitar respostas a perguntas pré-gravadas. Outras chamadas telefônicas foram feitas por uma pessoa viva conhecida como a "operadora", dublada pela veterana dubladora Kristen Rutherford; essas chamadas permitiam aos jogadores interagir com os personagens dos jogos de maneira espontânea e ocasionalmente engraçada. Outros jogadores trataram os dados corrompidos no ilovebees.com como arquivos criptografados para decifrar ou usaram arquivos de imagem encontrados no servidor da web para resolver quebra-cabeças. Depois que os jogadores concluíram certas tarefas, eles foram recompensados com novas parcelas para um áudio drama que revelou os motivos do mau funcionamento do ilovebees.com.
Com o tempo, os mecanismos do jogo para entrar em contato com os jogadores se tornaram mais complexos. Os jogadores recebiam mensagens por e-mail, ligavam em seus celulares e viajavam para reuniões organizadas entre jogadores e personagens. O jogo culminou ao convidar os jogadores do jogo a visitar um dos quatro cinemas onde eles poderiam ter a chance de jogar o Halo 2 antes do seu lançamento e coletar um DVD comemorativo.

## Enredo
O enredo do jogo começa com uma nave militar colidindo com a Terra em um local desconhecido, deixando a inteligência artificial controladora da nave danificada. Essa IA, conhecida como "Operadora" ou "Melissa" (do latim para "muito doce", etimologicamente semelhante ao latim melis, "mel"), não está sozinha; outros programas de IA compartilham seu sistema. Em um esforço para sobreviver e entrar em contato com todos os aliados sobreviventes, Melissa se transfere para um servidor da área de San Francisco, que por acaso hospeda um site para entusiastas das abelhas conhecido como I Love Bees. Para a angústia de Dana Awbrey, mantenedora do site, as tentativas de Melissa de enviar sinais começaram a aparecer amplamente como códigos, ocultos em imagens ou em outro texto, interferindo na operação do site I Love Bees e corrompendo grande parte do conteúdo.
Dana, tentando recuperar o controle sobre o site corrompido, apaga acidentalmente os dados que compõem parte da memória de Melissa. Furiosa, Melissa ataca a webmaster, obtendo fotos dela usando a webcam em seu computador e prometendo se vingar. Alarmada, Dana anuncia que está se afastando da situação e está fazendo uma viagem previamente planejada à China antes do esperado.
Todas as unidades de IA contêm um programa chamado SPDR (pronunciado como Spider), abreviação de System Peril Distributed Reflex. Enquanto o SPDR tenta consertar Melissa, despejos aleatórios da memória de Melissa começaram a se espalhar pelo site, detalhando amplamente a história de Melissa e revelando a presença de um vírus malicioso de cavalo de Troia, conhecido como "Pied Flea". O programa Spider tenta apagar Flea, mas é enganado, pois Melissa apaga o Spider em vez do Flea. O Flea continua a sobrescrever a programação de Melissa com seus próprios objetivos misteriosos, com a revelação de que é realmente uma IA de espionagem mais apropriadamente chamada de Seeker, construída pelo Covenant.
Com a ajuda de outros personagens revelados por capítulos de áudio, os protagonistas da ficção entram em uma instalação militar segura e conseguem desativar um dispositivo Forerunner que está implícito no início da sequência de disparo das instalações do Halo. No entanto, o preço pago pela desativação é uma poderosa transmissão de energia alertando o Covenant para a localização da Terra. Melissa novamente vê como ela foi manipulada pelo Pious Flea e volta ao seu tempo. I Love Bees termina com o Covenant invadindo a Terra, correspondendo a um ponto importante da trama em Halo 2.
Devido ao compromisso da Bungie com o desenvolvimento de Halo 2 durante o correr de I Love Bees, eles não foram capazes de ajudar a 42 Entertainment com a criação da história, e, portanto, a história do ARG é apenas tangencialmente relacionada à história principal do Halo. Os eventos de I Love Bees não foram, portanto, originalmente considerados como cânon em Halo. Em uma entrevista de 2006, no entanto, o gerente de conteúdo da Bungie, Frank O'Connor, confirmou expressamente que I Love Bees faz parte de "coisas que adotamos como cânon". As referências a elementos de I Love Bees apareceram desde 2006 no Halo Graphic Novel e na Halo Encyclopedia 2009, ambas canônicas oficiais.

## Desenvolvimento

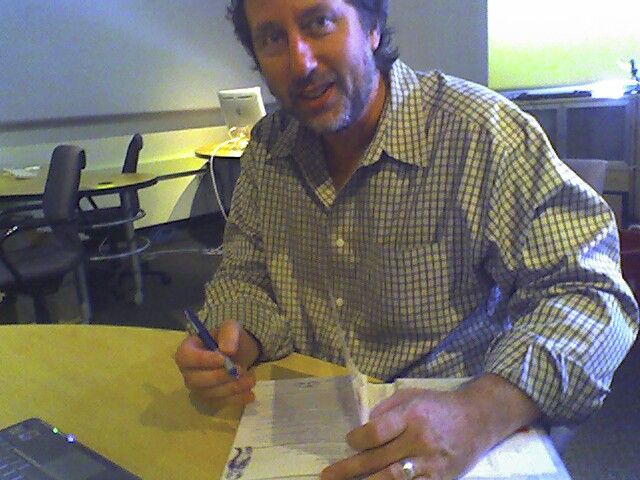
Jordan Weisman, CEO da 42 Entertainment

A desenvolvedora de I Love Bees, 42 Entertainment, foi fundada por Jordan Weisman, ex-diretor de criação da divisão Xbox da Microsoft. A 42 Entertainment já havia criado o primeiro ARG, The Beast, usado para promover o filme AI. Outros membros da equipe de I Love Bees incluiam Sean Stewart, um autor premiado com o World Fantasy Award que serviu como escritor de I Love Bees e Jim Stewartson, líder técnico de I Love Bees que produziu o primeiro jogo 3D comercial entregado pela Internet. Weisman afirmou que o objetivo de I Love Bees era utilizar todas as pessoas que interagiam com o jogo e usar qualquer recurso eletrônico para fazer isso: "Se pudéssemos fazer sua torradeira imprimir algo que deveríamos. Qualquer coisa com uma corrente elétrica passando por ela. Uma única história, uma única experiência de jogo, sem limites. Um jogo que é a própria vida."

A 42 Entertainment concebeu I Love Bees como um drama de rádio e usou telefones públicos como uma maneira de excitar os jogadores. Chris Di Cesare, diretor de marketing da Microsoft, afirmou que as semelhanças do drama de rádio com a Guerra dos Mundos eram intencionais e que "[ILB] permanece fiel à tradição de drama de rádio de Orson Welles que estávamos filmando e também nos permitiu dizer a história de uma maneira não ortodoxa". Para impedir que os não jogadores se assustassem com os sons de tiros nos telefones públicos, A 42 Entertainment estabeleceu senhas que precisavam ser repetidas ao atender o telefone. Stewart descreveu a escrita para o jogo como mais agradável do que escrever ficção impressa, tanto pelo dinheiro quanto pela experiência única dos ARGs, em oposição a outras mídias: 
 O público-alvo que criamos para essas campanhas está tendo uma experiência diferente. Eles estão tendo uma experiência coletiva na qual literalmente trazem peças diferentes, uma para a outra, as trocam de um lado para o outro, fofocando sobre elas. Eles têm um elemento de co-criação e uma natureza colaborativa que realmente não tem um análogo em que pude pensar nas artes. 

## Recepção
I Love Bees é creditado por ajudar a atrair a atenção para Halo 2; O ex-editor da Electronic Gaming Monthly, Dan Hsu, afirmou em uma entrevista que "I Love Bees realmente conseguiu jogadores existentes e outros consumidores falando sobre o universo de [Halo]". Billy Pidgeon, analista de jogos, notou que I Love Bees alcançou o que havia sido projetado para fazer: "Esse tipo de marketing de guerrilha viral funcionou ... Todo mundo começou a enviar mensagens instantâneas sobre o assunto e verificar o site." I Love Bees não apenas recebeu cobertura de publicações de jogos, mas também atraiu a atenção da imprensa. No auge, ilovebees recebeu entre dois e três milhões de visitantes únicos ao longo de três meses. 9.000 pessoas também participaram ativamente dos aspectos do mundo real do jogo. Os jogadores de I Love Bees foram bastante variados. O público-alvo da promoção era do sexo masculino, mas um jogador notou que mesmo homens e mulheres de meia-idade estavam envolvidos no jogo.
I Love Bees recebeu vários prêmios por sua inovação. A equipe de design foi um dos ganhadores do Prêmio de Inovação no 5º Game Developers Choice Awards anual. I Love Bees também foi anunciado como vencedor de um Webby Award na categoria Game-Related, apresentado pela Academia Internacional de Artes e Ciências Digitais.

### Legado
Juntamente com o ARG anterior da 42 Entertainment, conhecido como The Beast, I Love Bees é creditado por trazer maior atenção à forma de marketing incipiente; I Love Bees não apenas ajudou a amenizar os medos dos profissionais de marketing sobre os custos da falha do ARG, mas também atraiu o interesse de outros desenvolvedores de jogos no uso de jogos de realidade alternativa para promover seus próprios produtos. Antes de I Love Bees, o The Guardian afirmou que "os ARGs estavam destinados a se juntar ao Letsbuyit.com e aos Barcode Battlers na lixeira eletrônica de boas ideias que nunca foram realmente compreendidas"; a explosão do acesso à Internet em banda larga e o interesse renovado em códigos permitiram que I Love Bees se tornasse um grande sucesso. A Bungie viria a usar outro ARG chamado de "Iris" para promover a sequência de Halo 2, Halo 3.
I Love Bees também atraiu a atenção na discussão mais ampla sobre marketing e cooperação baseados no usuário. O autor Charles Leadbeater argumentou que I Love Bees era um exemplo do pensamento coletivo "We-Think"; Leadbeater notou que, depois que os "mestres de marionetes" começaram o jogo, I Love Bees "exibiu todas as características de um movimento de massas, impulsionado à existência em questão de semanas simplesmente pelo entusiasmo coletivo guiado por alguns "avatares" do ciberespaço". O jogo mostrou-se bem-sucedido com os jogadores, além de atrair jogadores não tradicionais que não tinham experiência com Halo antes de ingressar no jogo. Em uma entrevista ao Bandcamp em 2016, a artista Ramona Andra Xavier, conhecida por ser pioneira no gênero musical Vaporwave sob o pseudônimo Vektroid (entre outros), afirmou ter sido fortemente influenciada por "I Love Bees", no uso de sites "invadidos", comunidades da Internet e tarefas da IRL para embaçar as linhas entre realidade e ficção.